# Iglesia de la Inmaculada Concepción (Caramanta)
La Iglesia de la Inmaculada Concepción es un templo colombiano de culto católico, dedicado a la Virgen María bajo la advocación de la Inmaculada Concepción, está localizado en el Parque Principal de Caramanta (Antioquia) y pertenece a la jurisdicción eclesiástica de la Diócesis de Jericó. El edificio de estilo neogótico, fue diseñado por los arquitectos, el colombiano Tomás Uribe y el belga Agustín Goovaerts, se construyó entre 1919 y 1934, tiene 55 metros de largo y 17 de ancho y una altura de 32 metros. En su fachada principal cuenta con una torre central rematada en aguja y en su interior tiene tres naves. La imagen de la Inmaculada fue obsequiada por Pedro Orozco, fundador de Támesis.

## Historia
El 17 de septiembre de 1838, Pedro López, juez parroquial, pidió permiso al doctor Francisco Obregón, gobernador de la provincia, para construir una capilla en el paraje "El Anime", alto de Sepulturas, y el 5 de noviembre del mismo año le fue concedida la licencia; a partir de esta fecha empezó su construcción, entre otras cosas pajiza, y prestó servicios como tal hasta 1847. El 12 de agosto de 1841, el obispo de Antioquia, Moseñor Gómez Plata, creó por decreto la parroquia de Nueva Caramanta y el padre Telésforo Montoya fue nombrado por elección popular como primer cura párroco el 8 de noviembre de 1843.
El obispo Gómez Plata visitó en 1847 la población y, claro esta, la capilla existente, la cual encontró no muy adecuada para el servicio parroquial e inmediatamente ordenó la construcción de un nuevo templo. El padre Montoya empezó la construcción del nuevo templo el abril de 1848, que en un principio fue de tapias; a partir de esa fecha empieza la vida oficial de la parroquia; sus libros fueron abiertos en 1843 el de nacimientos y en 1844 los de matrimonios y defunciones.
En 1919 empezó a demolerse el templo de tapia y el señor Moisés Naranjo fue encargado de la destrucción de sus torres; el 9 de diciembre del mismo año se colocó la primera piedra para levantar la actual fachada frontal, siendo párroco el P. José María Escobar Restrepo quien tuvo el grato placer de ver el templo concluido.

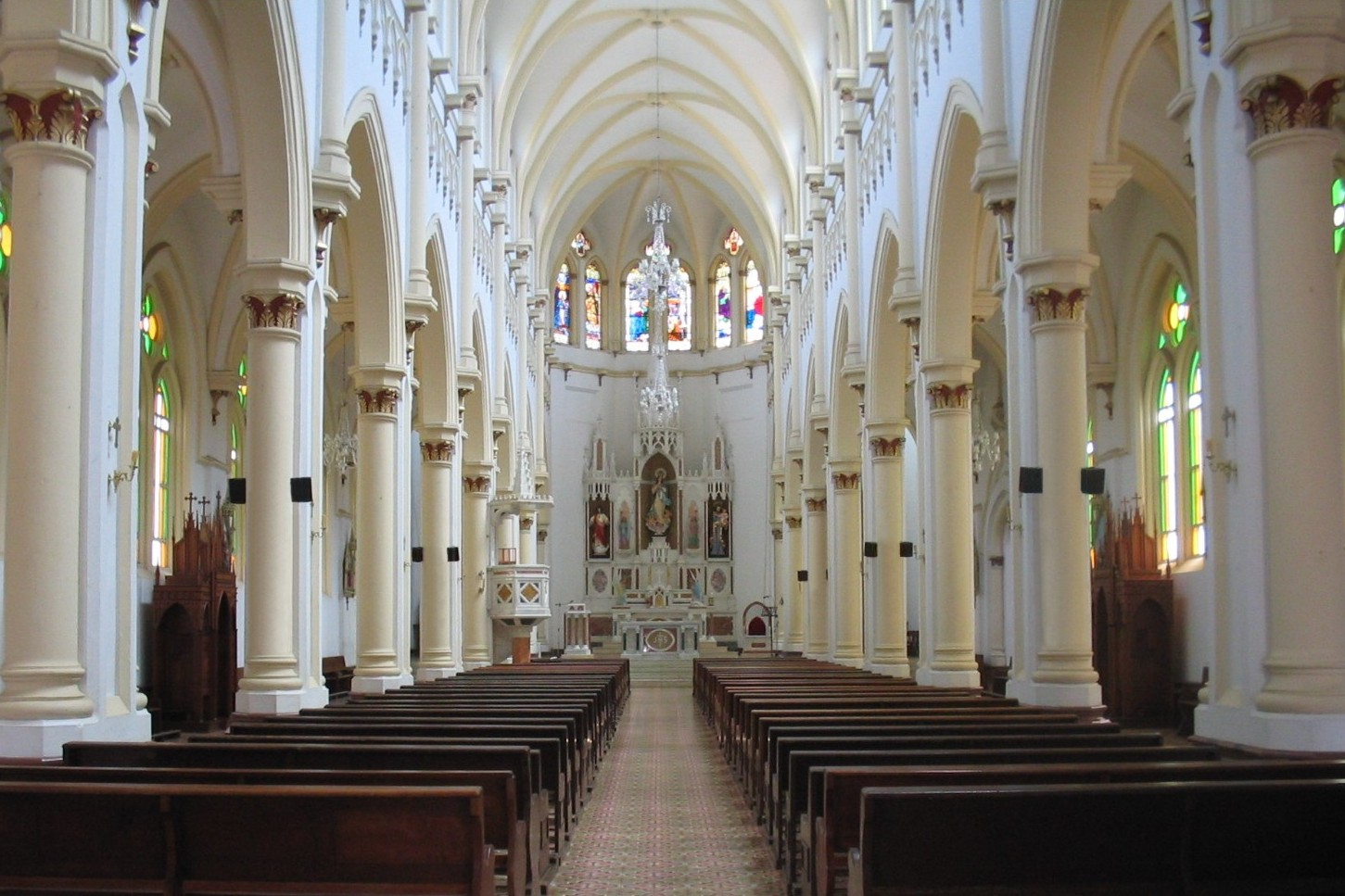
Nave central.

El diseño corrió a cargo de los arquitectos, el colombiano Tomás Uribe y el belga Agustín Goovaerts, este último quien por esa época se encontraba en Colombia desempeñándose como “Ingeniero-Arquitecto del Departamento de Antioquia”. El lunes 3 de octubre de 1932, a las 7 de la mañana, se comenzaron las sepas para las columnas del interior del templo, así como su primer arco; fueron trabajadores, entre otros, Eleuterio Gavina Berrío y Nacianceno Botero, y maestro de obras fue el jericoano Martiniano Botero. El templo es de estilo neogótico y se concluyó en 1934.
Olegario Gil De la familia Mena Gil dejó casi toda su fortuna para la edificación del templo; y Eleuterio López -Tello- y su esposa Rosa Valencia dieron los primeros dineros para el nuevo templo, así como un palio, una finca para el sostenimiento del culto, el reloj del templo con sus cuatro caras y las campanas que fueron traídas de Alemania; una de ellas se llama San Pedro y la otra San Pablo y ambas cuentan con grabados alrededor de su parte inferior -la más ancha- las figuras de doce ángeles.
La imagen de la Dolorosa fue comprada por el P. Jesús María Botero Ramírez en el taller de los Carvajales en Medellín y la imagen de la Inmaculada fue obsequiada por Pedro Orozco, fundador de Támesis.
Benjamín Gutiérrez y sus hijos construyeron el primer altar de madera -estilo arte quiteño- que estuvo hasta cuando se colocó el actual de mármol, el cual fue traído de Italia y comprado por el P. Jesús María Restrepo; este sacerdote compró también el órgano marca Walcker Orgelbau, Ludwigsburg (Alemania), Opus 3503 de 12 registros y construido en 1955.